# Lista de filmes cinematográficos da Turma da Mônica

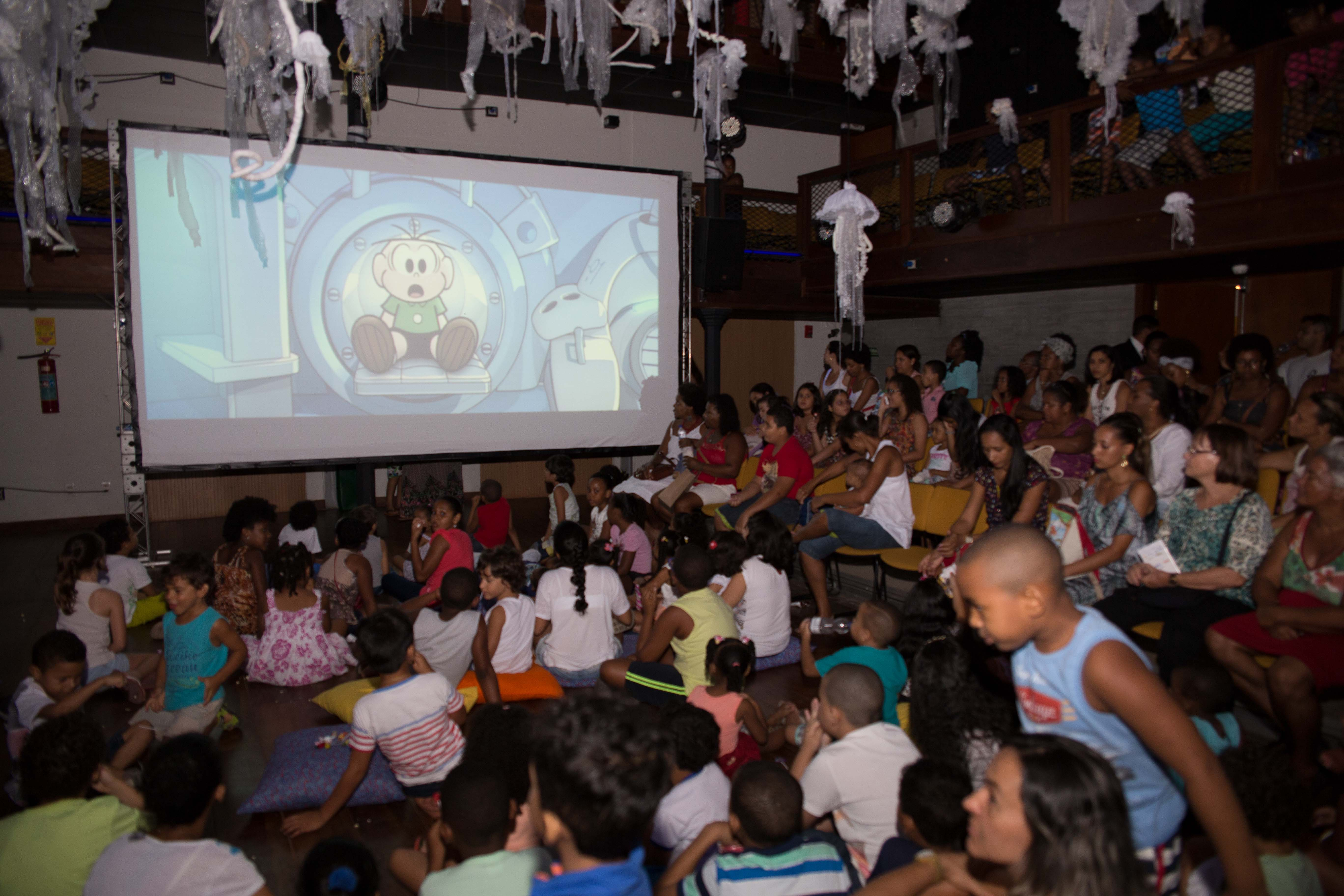
Uma Aventura no Tempo sendo exibido no Cine Fliquinha

Esta é a lista de filmes cinematográficos de Turma da Mônica. Turma da Mônica é uma série de histórias em quadrinhos brasileira criada pelo cartunista e empresário Mauricio de Sousa. Foi originada em 1959, de tirinhas de jornal nas quais os personagens principais eram Bidu e Franjinha. A partir dos anos 1960, a série começou a ganhar a identidade atual, com a criação de novos personagens como Cebolinha, Cascão e Mônica e, em 1970, foi lançada a primeira edição do que se tornaria a Turma da Mônica, intitulada Mônica e Sua Turma. Desde então, nove filmes baseados na franquia foram lançados para o cinema, que atraíram, cumulativamente, mais de 4,6 milhões de espectadores, gerando uma receita de mais de 36,2 milhões de reais.
Com o sucesso de um curta-metragem exibido na TV Globo em 1976, Mauricio de Sousa começou a desenvolver a ideia de um longa-metragem cinematográfico. No início dos anos 80, ele comprou o estúdio Black & White & Color para ajudar nesse trabalho. O filme, As Aventuras da Turma da Mônica, lançado em 1982, teve sucesso de público, levando Mauricio a comentar que, com o filme, foi possível demonstrar a viabilidade de se fazer e comercializar desenhos animados nacionalmente. Em 1984, Mauricio lançou A Princesa e o Robô. Ao contrário do primeiro filme, dividido em histórias, este seguia um único enredo. Ambos os filmes tiveram um orçamento de 500 mil dólares, sendo que o primeiro teve mais de 1,1 milhão de espectadores e o segundo mais de 600 mil.
Em seguida, Mauricio lançaria três curtas-metragens para os cinemas: As Novas Aventuras da Turma da Mônica, em 1986, e outros dois no ano seguinte: Mônica e a Sereia do Rio e Turma da Mônica em: O Bicho-Papão. Os três filmes são divididos em histórias, assim como As Aventuras da Turma da Mônica, e tiveram menos de 500 mil espectadores. Mauricio então passou por um período onde não conseguia produzir novos filmes devido à inflação, levando-o a comentar: "[s]e continuasse a fazer cinema iria à falência". Seu próximo filme cinematográfico foi lançado apenas dezessete anos depois, em 2004: Cine Gibi, possível devido à "valorização da produção nacional". O filme se tornou o de menor público e receita da franquia. Apesar disso, surgiram sequências lançadas diretamente em vídeo, como Cine Gibi 2.
Em 2007, foi lançado Uma Aventura no Tempo, resultado de uma parceria "muito produtiva" entre quatro empresas, incluindo produtoras e distribuidoras. Seu orçamento foi de 6,8 ou 7 milhões de reais, dependendo da fonte consultada. O filme ganhou o prêmio de melhor animação no 20.º Troféu HQ Mix. Até este momento, esse é o último filme de animação da franquia lançado para os cinemas. Doze anos depois, em 2019, foi lançado Turma da Mônica: Laços, o primeiro live-action cinematográfico da franquia, que ganhou prêmio no Grande Prêmio do Cinema Brasileiro 2020 e, até o momento, é o filme de maior público e receita da franquia, com mais de 2,1 milhões de espectadores e uma receita de 30,3 milhões de reais. O próximo filme cinematográfico foi Turma da Mônica: Lições, em 2021, que arrecadou mais de 12 milhões de reais. Em 2024, foi lançado Turma da Mônica Jovem: Reflexos do Medo.

## Filmes
- Espectadores e receita com base nos dados divulgados pela Agência Nacional do Cinema (Ancine).[2]

| Ano  | Título                                  | Informações gerais | Espectadores     | Receita (reais) |
| ---- | --------------------------------------- | --- | ---------------- | --------------- |
| 1982 | As Aventuras da Turma da Mônica         | Primeiro filme da franquia lançado para os cinemas. Apresenta quatro histórias sobre a turma: "O Plano Infalível", "Um Amor de Ratinho", "A Ermitã" e "O Império Empacota". É o filme de animação da franquia com mais espectadores. | 1 172 020        | não divulgada   |
| 1984 | A Princesa e o Robô                     | O filme fala sobre o Coelho Negro, um robô, e a Princesa Mimi, a princesa dos coelhos, enquanto ele tenta conquistá-la, no distante planeta de Cenourando. A Turma da Mônica decide ajudá-lo, mas o vilão Lorde Coelhão tentará impedir. | 616 457          | não divulgada   |
| 1986 | As Novas Aventuras da Turma da Mônica   | Continuação do filme de 1982, é um curta-metragem, dividido em oito histórias de dois a oito minutos, interligadas pela aparição de Jotalhão. As histórias são: "Oh, que dia!", "Um cachorro bem treinado", "O Vampiro", "A Fonte da Juventude", "O Último Desejo", "O Monstro da Lagoa", "Cascão no País das Torneirinhas" e "O Grande Show". | menos de 500 mil | não divulgada   |
| 1987 | Mônica e a Sereia do Rio                | Curta-metragem dividido em quatro histórias: "A Gruta do Diabo", "Jacaré de Estimação", "O Tocador de Sinos", e "A Sereia do Rio", que dá título ao filme, interligados por segmentos mesclando animação e atores em que Mônica interage com Tetê Espíndola. | menos de 500 mil | não divulgada   |
| 1987 | Turma da Mônica em: O Bicho-Papão       | Outro curta-metragem da Turma da Mônica dividido em histórias, sendo elas "Quero Entrar", "Montanha Suja", "O Bicho Papão" e "O Ogro da Floresta". | menos de 500 mil | não divulgada   |
| 2004 | Cine Gibi                               | O enredo gira em torno de uma nova invenção de Franjinha, um liquidificador gigante que projeta revistas em quadrinhos na forma de filmes. O filme traz seis histórias adaptadas dos quadrinhos. É o filme com menos espectadores e menor receita da franquia. | 305 752          | 1 823 899,00    |
| 2007 | Uma Aventura no Tempo                   | O enredo gira em torno de uma maquina do tempo de Franjinha, que funciona utilizando quatro elementos básicos da natureza. Entretanto, esta é quebrada acidentalmente por Mônica, enviando os elementos para épocas distintas. Assim, a turma deve partir em busca dos elementos perdidos, utilizando a própria máquina. | 545 482          | 4 010 200,00    |
| 2019 | Turma da Mônica: Laços                  | Baseado na graphic novel de mesmo nome, fala sobre o desaparecimento de Floquinho, o cachorro de Cebolinha. Ele monta um plano para resgatá-lo, mas precisará da ajuda do resto da turma, enfrentando diversos desafios e aventuras. Ganhou na categoria de Melhor Longa-Metragem Infantil no Grande Prêmio do Cinema Brasileiro 2020. É o primeiro filme em live-action lançado para os cinemas e o filme com mais espectadores e maior receita da franquia. | 2 128 448        | 30 391 984,00   |
| 2021 | Turma da Mônica: Lições                 | Baseado na graphic novel de mesmo nome, sendo uma sequência de Turma da Mônica: Laços, fala sobre a turma, que foge da escola, enfrentando consequências. Eles entram numa jornada, onde descobrirão o real valor da amizade. | 800 000+         | 12 336 419,00   |
| 2024 | Turma da Mônica Jovem: Reflexos do Medo | Primeiro filme da Turma da Mônica Jovem. | não divulgado    | não divulgada   |